# Château de Bonne-Espérance
Pour les articles homonymes, voir Bonne-Espérance.
 (février 2023).
Si vous disposez d'ouvrages ou d'articles de référence ou si vous connaissez des sites web de qualité traitant du thème abordé ici, merci de compléter l'article en donnant les références utiles à sa vérifiabilité et en les liant à la section « Notes et références ».
Le château de Bonne-Espérance est un château situé en bord de Meuse à Tihange.

## Historique
Le château de Bonne-Espérance n'est pas "au bord de la Meuse" mais à l'orée du "bois de Tihange".
Le "château Poswick" se trouve, lui au centre du village de Tihange, à 200 mètres de l'église. Il existe également à Tihange un troisième château appelé "Fond-l'évêque" qui est devenu depuis quelques années un important centre bouddhiste.
Selon d’anciens chroniqueurs, sur le site de l’actuel château de Bonne-Espérance, se trouvait au XIVe siècle une maison de l’ordre des Templiers, qui dépendait de Villers-le-Temple. L’appellation «Bonne Espérance» pourrait avoir une connotation religieuse qui étaye encore la relation avec l’ordre des Templiers. 
Au cours des siècles, ce bien passe par plusieurs propriétaires. C’est à l’issue d’une vente après partage d’héritage que les propriétaires actuels ont pu acquérir le château qui a toujours été une demeure privée.
Aujourd’hui, trois chambres d’hôtes sont ouvertes et le château, doté d’un parc, accueille occasionnellement des activités culturelles. Le château contient une collection d’objets en vannerie. Le père de l’actuel châtelain est en effet un des derniers artisans vanniers, fils et petit-fils de vannier. Il a réalisé d’anciens modèles et restauré des objets trouvés en brocante.